# Löwenthal János Jakab
Löwenthal János Jakab (Pest, 1810. július 15. – Hastings, 1876. július 20.) magyar sakkozó (korának egyik legjobbja), sakkíró, sakkfeladványszerző, honvédtiszt, lapszerkesztő.
A Chessmetrics historikus pontszámításai szerint 1858 októbere és 1859 áprilisa között a világ második legerősebb játékosa volt (Paul Morphy mögött).

## Életpályája
Zsidó kereskedőcsalád gyermeke volt, de felnőtt korában az ugyancsak sakkozó W. G. Ward rábeszélésére a katolikus hitre tért. Saját emlékei szerint egy pesti kávéházban jött meg a kedve a sakkhoz, ahol tömeg gyűlt az ott sakkozó, ekkor már híres játékos, Szén József köré. 1846-ban érte el első jelentős sakksikerét, amikor Bécsben egy páros mérkőzésen diadalmaskodott Carl Hamppe felett, öt játszmát nyerve és csak négyet veszítve. Szén Józseffel és Grimm Vincével együtt alapították a Pesti Sakk-kört, amely két levelező játszmában 1842 és 1846 közt legyőzte a Párizsi Sakk Kört (Le Cercle des Echecs). Ez hozta meg Löwenthal számára a hírnevet.
Játékereje már külföldön teljesedett ki, ahová 1849 után volt kénytelen menekülni, mert Kossuth Lajos kormányában hivatalt töltött be.
1849. december 29-én New Yorkba érkezett. Legyőzte Charles Stanley-t, akit ekkor az Amerikai Egyesült Államok bajnokának tekintettek.

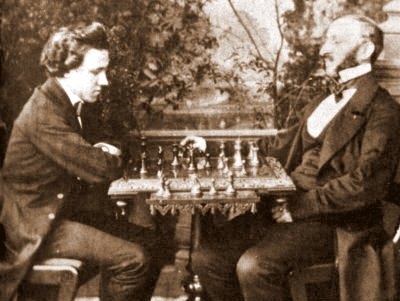
Löwenthal Paul Morphy ellen.

1850-ben találkozott New Orleansban az akkor 12 éves Paul Morphy-val. Löwenthal három partit játszott Morphy ellen és elveszítette mind a hármat. „A magaménál nagyobb erő gyűrt le” - írta egy későbbi összecsapásukat követően. New Orleansból azzal az elképzeléssel tért vissza Cincinnatibe, hogy telepes lesz a vadnyugaton, erről azonban barátai lebeszélték.
1851-ben Londonban Staunton meghívására részt vett az első nemzetközi sakkversenyen, ahol azonban Elija Williams ellen már az első fordulóban kiesett. 1852-ben váratlan vereséget szenvedett Daniel Harrwitztől. (Már 9-2-re vezetett a 11 nyert partiig menő mérkőzésen, aztán 10-11-re veszített.) 1857-ben a manchesteri sakktornán Adolf Anderssen előtt az első helyen végzett. 1858-ban, egy héttel Morphyval való újabb összecsapása és veresége után, Löwenthal Birminghamben nyert versenyt.
1858 után tíz éven át az angol sakkozók rangelsője. Legjobb öt évének átlag Élő-pontszáma a kalkulációk szerint 2510 volt.
Jelentős a brit sakkélet szervezőjeként is a tevékenysége. 1856-ban ő volt a St. George Chess Club titkára. 1861-ben ő alapította a St. James Chess Clubot. Ő szerkesztette a The Illustrated News of the World és a The Era című folyóiratok sakkrovatát, valamint 1863-1867 között a The Chess Players' Magazine szerkesztője volt. 1860-ban jelent meg Paul Morphy játszmáinak kritikai elemzését tartalmazó műve, a Morphys Games of Chess, with analytical and critical notes.
1866-ban Löwenthal készítette le a világ első sakkdemonstrációs tábláját.

## Művei
- Book of the First American Chess Congress (saját kiadás, New York, 1859)
- Transactions of the British Chess Association (saját kiadás, London, 1865)
- Morphys Games of Chess, with analytical and critical notes, London, Henry G. Bohn, York Street, Covent Garden, 1860.[9]

## Emlékezete
1877 óta a Löwenthal-kupáért évente mérkőznek Angliában az alszövetségi csapatok.

## Külső hivatkozások
- Löwenthal János Jakab játszmái a chessgames.com oldalon
- Morphy vs Löwenthal, 1850-es játszmájuk
- Löwenthal János Jakab. Petőfi Irodalmi Múzeum